# 日本職業潜水教師協会
日本職業潜水教師協会（にほんしょくぎょうせんすいきょうしきょうかい、英称：Japan Professional Scuba Diving Instructors Associationは、東京都中央区にあるNPO法人である。スクーバダイビングにおけるプロインストラクターの指導、養成、教材の開発などを行っている協会である。
日本においてダイビング技術、マナーの標準化を初めて行った団体である。Cカードの発行を行っている。

## 沿革
1984年4月、日本職業潜水教師協会（Japan Professional Scuba Diving Instructors Association）設立。

## 指導の特徴
個人の能力に応じ、技量に応じたCカードの発行を行っている。日本の海にあった実技訓練の開発、プログラムの作成、海外のスポーツダイビングの技術の研究をし、独自の指導システムを構築した。